# Comptonspridning

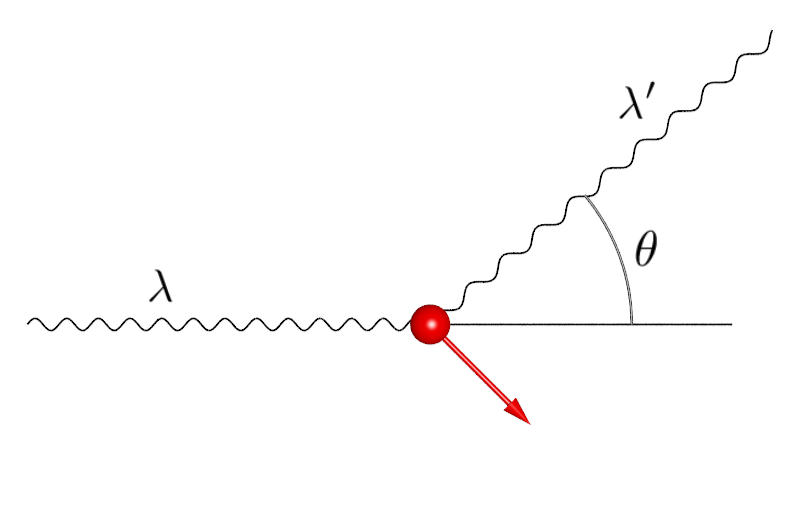
En foton förlorar energi i en växelverkan med en elektron

Comptonspridning (efter Arthur Compton) avser spridningen av en foton efter en växelverkan med en elektron och där fotonen förlorar energi. Om fotonens energi är oförändrad, talar man om Thomsonspridning.
Compton publicerade 1923 en rapport i Physical Review som förklarade röntgenstrålars frekvensändring genom att tilldela ljuskvanta en partikelliknande rörelsemängd. (Einstein hade 1905 föreslagit ljuskvanta för att förklara den fotoelektriska effekten, men Compton byggde inte på Einsteins arbete). Ljuskvantas energi beror endast på ljusets frekvens. I sitt arbete härledde Compton en matematisk relation mellan ändringen i våglängd och spridningsvinkeln för röntgenstrålarna genom att anta att varje spridd röntgenfoton växelverkade med endast en elektron. Han rapporterade också om experiment som verifierade hans härledda  relation
{\displaystyle \lambda '-\lambda ={\frac {h}{m_{e}c}}(1-\cos \theta )}
där
{\displaystyle \lambda }  är den intiala våglängden,
{\displaystyle \lambda '} är  våglängden efter spridning,
{\displaystyle h}  är Plancks konstant,
{\displaystyle m_{e}} är elektronens vilomassa,
{\displaystyle c}  är ljusets hastighet och
{\displaystyle \theta }  är spridningsvinkeln
Comptonspridning visar att fotoner har rörelsemängd. Även vid lägre energier är det enklast att lösa ekvationerna för bevarande av energi och rörelsemängd om man använder relativistiska formler. Ännu intressantare är fallet, när elektronen är i rörelse - då kan energi föras över till fotonen och processen kallas omvänd Comptonspridning. Den processen är en viktig mekanism inom högenergiastrofysik.

## Comptonvåglängd
Elektronens comptonvåglängd är
{\displaystyle \lambda _{C}={\frac {h}{m_{e}c}}=2,\!426\times 10^{-12}\ {\rm {m}},}
där h är Plancks konstant, c ljusets hastighet och me elektronens massa. Vid denna våglängd är fotonens energi hf lika med elektronens vilomassa mec². Denna längd är ungefär 137 gånger mindre än Bohrradien och lika mycket större än Thomsonspridningslängden.

## Fotnoter
1. ↑  Compton, Arthur H. (Maj 1923). ”A Quantum Theory of the Scattering of X-Rays by Light Elements”. Physical Review 21 (5):  sid. 483–502. doi:10.1103/PhysRev.21.483. https://journals.aps.org/pr/pdf/10.1103/PhysRev.21.483.
2. ↑  ”Compton wavelength”. 2014 CODATA recommended values. NIST. https://physics.nist.gov/cgi-bin/cuu/Value?ecomwl. Läst 1 maj 2019.